# Tetramorium nipponense
Tetramorium nipponense är en myrart som beskrevs av Wheeler 1928. Tetramorium nipponense ingår i släktet Tetramorium och familjen myror. Inga underarter finns listade i Catalogue of Life.